# Prolovi
Prolovi (jed. prol, eng. jed. prole) izraz je kojim se u Orwellovu romanu Tisuću devetsto osamdeset četvrtoj označava nižu klasu, odnosno najbrojniji dio stanovništva fiktivne države Oceanije. Izraz potječe iz riječi proletarijat pa se pod time podrazumijevaju pripadnici radničke klase koji obavljaju fizičke poslove obično za slabu ili nikakvu plaću te im je životni vijek znatno kraći od pripadnika druge dvije klase. Goldsteinova knjiga sugerira da prolovi čine 85 % stanovnika Oceanije.
Roman, s druge strane, sugerira da je težak materijalan položaj prolova kompenziran time što, za razliku od članova šire partije, uživaju određene slobode, mogu nositi odjeću kakvu žele, prakticirati slobodnu ljubav i održavati seksualne odnose po želji, nositi šminku pa čak i organizirati vlastitu tržišnu ekonomiju. Takav pristup uobličen u geslu partije "Životinje i prolovi su slobodni" tumači se shvaćanjem da su prolovi previše siromašni i neobrazovani da bi bili svjesni vlastite eksploatacije, odnosno da je daleko jednostavnije nadzor nad njima ostvarivati kroz jednostavnu propagandu i skretanje pažnje pomoću jeftine zabave. U tu svrhu Ministarstvo istine zaduženo je da stvara tzv. prolefeed koji se između ostalog sastoji i od proizvodnje pornografskih romana. Prolovima je, s druge strane, najstrože zabranjeno stupati u kontakt s članovima vanjske partije. Godlsteinova knjiga pak sugerira da partija tolerira da njezini članovi stupaju u kontakt s prolovima radi dobivanja seksualnih usluga ili određenih roba preko crne burze. Iako u njihovim kućama nisu instalirani telekrani, među prolovima djeluje misaona policija preko svojih doušnika i agenata provokatora čiji je cilj identificirati i preventivno ukloniti prolove koji se doimaju previše inteligentnima ili ambicioznima te stoga potencijalno opasnim po režim.
Winston Smith, protagonist romana uvjeren je da upravo "prolovi" predstavljaju "jedinu nadu" da se može stvoriti svijet bolji od Oceanije s obzirom na to da su za razliku od članova partije "sačuvali svoju ljudskost".